# 小澤真理
小澤真理（日语：小沢真理，2月1日—），是日本漫畫家，出身北海道札幌市，擅長描繪成年人的戀愛及家族親情。目前於《Kiss》中連載〈銀色湯匙〉系列作品，該系列曾於2015年改編成電視連續劇。

## 經歷
1981年以〈はるかなる星のイヴ〉於講談社《別冊FRIEND》（日语：別冊フレンド）出道，同年加入坂田靖子主持的漫畫研究會「Lovely」。
1995年憑作品《單親樂章》榮獲第19屆講談社漫畫賞少女部門賞。

## 外部連結
- 連載系列《銀色湯匙》特設網站